# Macrocoma doboszi
Macrocoma doboszi é uma espécie de inseto coleóptero da família Chrysomelidae.
Foi descrita cientificamente pela primeira vez em 2005 por Borowiec.